# Milan-San Remo 1947
La 38e édition de la course cycliste, Milan-San Remo a eu lieu le 19 mars 1947 et a été remportée par l'Italien Gino Bartali. Il s'est imposé en solitaire devant son compatriote Ezio Cecchi.

## Classement final
|    | Cycliste        | Équipe           | Temps           |
| -- | --------------- | ---------------- | --------------- |
| 1  | Gino Bartali    | Legnano          | 8 h 33 min 00 s |
| 2  | Ezio Cecchi     | Welter           | + 3 min 57 s    |
| 3  | Sergio Maggini  | Benotto-Superga  | + 9 min 00 s    |
| 4  | Luciano Maggini | Benotto-Superga  | + 9 min 00 s    |
| 5  | Osvaldo Bailo   | Welter           | + 9 min 00 s    |
| 6  | Olimpio Bizzi   | Viscontea        | + 9 min 00 s    |
| 7  | Fiorenzo Magni  | Viscontea        | + 9 min 00 s    |
| 8  | Vito Ortelli    | Benotto-Superga  | + 9 min 00 s    |
| 9  | Albert Sercu    | Arbos-Talbot     | + 15 min 00 s   |
| 10 | Giordano Cottur | Wilier-Triestina | + 15 min 00 s   |